# Tumba del guerrero del grifo
La tumba del guerrero del grifo es una tumba de fosa de la Edad del Bronce que data de alrededor de 1450 a. C., cerca de la antigua ciudad de Pilos en Grecia. La tumba fue descubierta por un equipo de investigación patrocinado por la Universidad de Cincinnati y dirigida por el matrimonio de arqueólogos Jack L. Davis y Sharon Stocker.
El sitio de la tumba fue excavado de mayo a octubre de 2015.
Durante la excavación inicial de seis meses, el equipo de investigación descubrió un esqueleto de varón adulto intacto y excavó 1400 objetos, incluyendo armas, joyas, armaduras y artefactos de plata y oro. Desde 2015, el número de artefactos recuperados de la tumba ha llegado a más de 3500 artículos, incluyendo una piedra de sello minoica de importancia histórica denominada ágata del combate de Pilos y cuatro anillos de oro de sello con imágenes detalladas de la mitología minoica.

## Antecedentes
En 1939, el arqueólogo Carl Blegen, profesor de arqueología clásica en la Universidad de Cincinnati, con la cooperación del arqueólogo griego Konstantinos Kourouniotis, dirigió una excavación para localizar el palacio del famoso rey Néstor de la Ilíada de Homero.
Blegen eligió un sitio de la cima de una colina en Mesenia, llamado Epano Englianos, como posible ubicación de las antiguas ruinas. La excavación descubrió los restos de una serie de estructuras, tumbas y los primeros ejemplos de escritura griega en Lineal B. La excavación continuó desde 1952 hasta 1966, Blegen se retiró en 1957.
Con preguntas por responder acerca de la civilización micénica anterior al siglo XIII a. C. la Universidad de Cincinnati reanudó las excavaciones en el Palacio de Néstor en 2015, con el apoyo de la Escuela Americana de Estudios Clásicos de Atenas y con el permiso de la Ministerio de Cultura griego. El trabajo de Blegen en Pilos lo continuaron Jack L. Davis y Sharon Stocker, quienes habían trabajado en esta zona de Grecia durante 25 años.
El palacio de la Edad del Bronce llamado "Palacio de Néstor", ubicado cerca de la ciudad de Pilos es el mejor preservado de la Grecia continental.

## Excavación inicial en 2015
La tumba fue descubierta en un olivar a 100 metros del llamado "Palacio de Néstor" de la Edad del Bronce, a 30 kilómetros de la ciudad de Pilos, al suroeste de Grecia. Los directores de la excavación, Davis y Stocker, habían planeado originalmente excavar colina abajo desde el Palacio. Debido a problemas burocráticos locales y una huelga imprevista, no pudieron obtener un permiso para el sitio deseado y en cambio solo se les dio permiso para cavar en un olivar vecino.
Se eligieron algunos puntos en el olivar para su investigación, incluyendo «tres piedras que parecían formar una esquina». Cuando dos miembros del equipo de investigación comenzaron a cavar, el 28 de mayo de 2015 se reveló un pozo de dos metros por un metro, sugiriendo una tumba. Los investigadores descubrieron un esqueleto en el fondo de la tumba rodeado de diversos artefactos. Los restos fueron encontrados en un féretro de madera colocado dentro de una cámara forrada de piedra. Se encontraron objetos determinados como ofrendas votivas dentro y encima del féretro y en el pozo forrado de piedra. Los hallazgos consistieron en joyas, piedras de marfil, marfiles tallados, peines, copas de oro y plata y armas de bronce.

## Identificación del guerrero del grifo
«Los análisis del esqueleto muestran que este dignatario de treinta y tantos años alcanzó una altura de 1,7 m, alto para un hombre de su tiempo. Los peines encontrados en la tumba implican que tenía cabello largo. Lynne Schepartz y Tobias Houlton, antropólogos físicos de la Universidad de Witwatersrand de Johannesburgo, recientemente hicieron una reconstrucción facial computarizada reciente basada en el cráneo del guerrero que muestra un rostro amplio y determinado, con los ojos muy juntos y una mandíbula prominente».
«Hasta ahora no tenemos idea de la identidad de este hombre», dijo Stocker, aparte de que era alguien muy importante y muy rico. Sus huesos muestran que había sido de una complexión robusta, lo que, junto con los objetos marciales hallados en la tumba, sugería que era un guerrero, aunque también podría haber sido un sacerdote, ya que muchos de los objetos encontrados con él tenían un significado ritual ".
Un análisis más detallado del esqueleto permitirá a los investigadores aprender más sobre la identidad del esqueleto masculino. El examen científico de sus dientes y huesos pélvicos bien conservados puede ayudar a determinar su origen genético, dieta y causa de muerte.

### Artefactos de la tumba
- Una cadena de oro con dos cuentas de ágata y una de fayenza.[10]
- Una espada de un metro de largo con empuñadura recubierta de oro.[6]
- Una daga con empuñadura de oro.[6]
- Múltiples copas de oro y plata.[6]
- Cuentas de cornalina, amatista, ámbar y oro.[6]
- Cuatro anillos de oro.[6]
- Docenas de pequeños sellos tallados con grabados que representan combates, diosas, juncos, leones y hombres saltando sobre toros.[8]
- Una píxide de marfil con la representación de una lucha entre un grifo y un león.[11]
- Un espejo de bronce con mango de marfil.[6]
- Finas bandas de bronce (restos de la armadura del guerrero).[1]
- Colmillos de jabalí, posiblemente del casco del guerrero.[1]
- Un cuchillo con una hoja grande y cuadrada.[1]
- Dos copas de oro aplastadas y una copa de plata con borde dorado.[12]
- Seis copas de plata.[12]
- Tazas de bronce, cuencos, ánforas, jarras y un cuenco, algunos con oro, algunos con adornos plateados.[12]
- Seis peines de marfil decorados.[12]

## Primeras excavaciones y análisis
Inicialmente, el equipo de investigación encontró difícil determinar la fecha del entierro del habitante de la tumba. Los restos de alfarería se usan generalmente con fines de datación, pero la tumba del guerrero no contenía cerámica. En el verano de 2016, nuevas excavaciones en el área que rodea la tumba desenterraron fragmentos de cerámica que permitieron a Davis y Stocker fechar el sitio entre 1500-1450 a. C. Con esa información, pudieron determinar que el guerrero vivió durante el final del período de los enterramientos en tumba de fosas y antes de la construcción de los palacios micénicos, incluido el Palacio de Néstor.
Los investigadores están estudiando los artefactos en detalle, con todos los objetos de excavación restantes en Grecia y su ubicación final será determinada por el Servicio Arqueológico Griego. La ex antropóloga de la UC Lynne Schepartz, de la Universidad de Witwatersrand en Johannesburgo, Sudáfrica, estudia los restos esqueléticos.
Las pruebas de ADN y los análisis de isótopos también están en marcha con la esperanza de aprender más sobre los orígenes étnicos y geográficos del guerrero.

### Anillos con sello de oro
Cuatro anillos de oro con sellos presentados a finales de 2016 están grabados con intrincadas imágenes minoicas e indican claramente una importante transferencia cultural micénico-minoica en esta época.
El grabado es tan fino y exquisito que solo un microscopio revela todos los detalles y la excelente artesanía necesaria.

## Ágata del combate de Pilos
Entre los diversos artefactos encontrados en la tumba, un artículo pequeño de 3,6 cm de longitud e incrustado en piedra caliza se reveló después de un año de limpieza como una piedra de sello bellamente tallada. La imagen del sello, una escena de combate intrincadamente tallada, solo se puede ver con todo detalle con una lente de cámara de fotomicroscopía. "«Se pudo haber usado una lupa para crear los detalles en la piedra», según Stocker, pero «nunca se ha encontrado ningún tipo de herramienta de aumento de este período».

## Interpretaciones
El arqueólogo J.C. Wright, director de la Escuela Americana de Estudios Clásicos de Atenas plantea que «Probablemente desde la década de 1950 no hemos encontrado una tumba tan rica». La tumba, en opinión del Dr. Wright, se encuentra "en la fecha del núcleo de la relación de la cultura continental de Grecia con la cultura superior de Creta" y ayudará a los estudiosos a entender cómo las culturas de las ciudades-estado que se desarrollaron en Creta fueron adoptadas en lo que se convirtió en la cultura palacial micénica en el continente.
«Los palacios encontrados en Micenas, Pilos y en otras partes de Grecia continental tienen una inspiración común: tomados en gran medida de la civilización minoica que surgió en la gran isla de Creta, al sureste de Pilos. Los micénicos consideraron a los minoicos culturalmente superiores, pero los invadieron. ¿Cómo, entonces, la cultura minoica pasó a los micénicos? La tumba del guerrero puede tener muchas respuestas. Murió antes de que los palacios comenzaran a construirse, y su tumba está llena de artefactos hechos en Creta. «Esto sucede en un momento de transformación en la Edad del Bronce»», dijo el Dr. Brogan, director del Instituto para el Centro de Estudios de la Prehistoria del Egeo para el este de Creta.
Davis y Stocker especulaban en 2016, que los artefactos descubiertos en la tumba de 3500 años de antigüedad, eran símbolos de su poder como gobernante de la ciudad de Pilos. Son personas que introducen formas minoicas en el continente y forjan la cultura micénica.

En 2019 el arqueólogo John Bennett, director de la Escuela Británica de Atenas, declara que en el caso del Griffin Warrior es sorprendente encontrar un ejemplo completo de enterramiento, en el que se sabe exactamente lo que se depositó junto con ese individuo.

Jan Driessen, un especialista minoico de la Universidad Católica de Lovaina, cree que el cambio del  mundo minoico al  mundo micénico puede no haber sido una transición brusca por colonización o conquista, sino un proceso más complicado de mezcla cultural y comunicación como parece mostrar esta tumba.